# Missinho
Edmílson do Nascimento Trigueiro, mais conhecido como Missinho (João Pessoa, 24 de fevereiro de 1975 — Cabedelo, 26 de agosto de 2014), foi um futebolista brasileiro que atuou como atacante.

## Carreira
Missinho atuou por diversos clubes brasileiros mas foi no CSA aonde obteve o maior destaque, ao realizar grande campanha com o time na Copa Conmebol de 1999. O CSA ficou com o vice-campeonato e Missinho foi artilheiro com 4 gols marcados.

## Morte
No dia 26 de agosto de 2014, aos 39 anos de idade, Missinho morreu em Cabedelo, Paraíba, vítima de um câncer de esôfago.

## Títulos
Guará
- Campeonato Brasiliense: 1996

### Individuais
CSA
- Artilheiro da Copa Conmebol de 1999: 4 gols[4]